# Bulfinch Ridge
Bulfinch Ridge ist ein 6 km langer Gebirgskamm im ostantarktischen Viktorialand. Vom nördlichen Teil des Endeavour-Massivs an der Scott-Küste erstreckt er sich in östlicher Richtung.
Das Advisory Committee on Antarctic Names benannte ihn 1999 nach Charles Bulfinch (1915–1999) von der United States Navy, Kapitän der USS Atka bei der Operation Deep Freeze I (1956–1957) und II (1957–1958).